# تله فرگشتی
تله فرگشتی (به انگلیسی: Evolutionary trap) تعاریف متعددی را در ارتباط با رشته‌های زیست‌شناسی مختلف حفظ کرده‌است.
در زیست‌شناسی فرگشتی، این واژه به‌طور پراکنده برای اشاره به مواردی استفاده می‌شود که در آن یک صفت فرگشت‌یافته و احتمالاً سازگار، ناگهان ناسازگار شده و سبب انقراض گونه می‌شود.
در رفتارشناسی جانوران و بوم‌شناسی، تله‌های فرگشتی زمانی رخ می‌دهند که تغییرات سریع محیطی ارگانیسم‌ها را به سمت تصمیم‌گیری رفتاری ناسازگار برمی‌انگیزد. در حالی که این تله‌ها ممکن است در هر نوع زمینه رفتاری (مثلاً انتخاب همسر، ناوبری، انتخاب مکان آشیانه) اتفاق بیفتند، اما از نظر تجربی و نظری به خوبی درک شده‌ترین نوع تله فرگشتی، تله بوم‌شناختی است که رفتار انتخاب زیستگاه ناسازگار را نشان می‌دهد.
«ویدرینگتون» یک مورد جالب از یک «تله ناوبری» را نشان می‌دهد. در طول زمان فرگشت، لاک‌پشت دریایی پس از بیرون آمدن از لانه‌های شنی، تمایل به مهاجرت به سوی نور ماه را پیدا کردند. با این حال، در دنیای مدرن، این موضوع سبب گرایش آنها به سوی نورپردازی درخشان جلوی ساحل شده‌است، که منبع نور شدیدتری از ماه است. در نتیجه، نوزادان لاک‌پشت به سوی ساحل مهاجرت می‌کنند و از اقیانوس دور می‌شوند، جایی که خود را خسته می‌کنند، خشک می‌شوند یا در اثر خستگی، کم‌آبی یا شکار می‌میرند.
انتخاب زیستگاه یک فرایند بسیار مهم در طول زندگی بیشتر جانداران است. این انتخاب تقریباً بر تمام انتخاب‌های بعدی فرد تأثیر می‌گذارد؛ بنابراین ممکن است به‌ویژه تعجب‌آور نباشد که نوع تله فرگشتی با بهترین پشتیبانی تجربی، تله زیست‌محیطی است. حتی در این صورت، تشخیص تله‌ها ممکن است نسبتاً دشوار باشد و بنابراین نبود شواهد برای انواع دیگر تله‌های فرگشتی ممکن است در نتیجه کمبود پژوهشگرانی باشد که به دنبال آن‌ها همراه با شواهد مورد نیاز برای اثبات وجود آنها می‌گردند.